# Omertà
Omertà este o atitudine populară și cod de onoare, comun în zonele din sudul Italiei, cum ar fi Sicilia, Calabria, Campania unde organizații criminale ca Mafia, 'Ndrangheta și Camorra sunt puternice. O definiție comună este „codul de tăcere”. 
Omerta implică „interdicția categorică de cooperare cu autoritățile statului sau recurgerea la serviciile sale, chiar și atunci când cineva a fost victima unei infracțiuni.” Chiar dacă cineva este condamnat pentru o infracțiune pe care nu a comis-o, el trebuie să facă închisoare fără să dea poliției informații despre infractorul adevărat, chiar dacă infractorul real nu are nicio legătură cu Mafia însăși. În cultura Mafia, încălcarea omertà este pedepsită cu moartea. 
Codul a fost adoptat de sicilieni cu mult timp înainte de apariția Cosa Nostra (unii observatori o datează din secolul 16 ca o modalitate de a se opune dominației spaniole). De asemenea, este adânc înrădăcinată în mediul rural Creta, Grecia.
Omerta nu a fost specifică doar italienilor.
Irlandezul Frank Gusenberg, găsit împușcat pe o stradă din Chicago, în 1929, le spunea polițiștilor, înainte de a-și da duhul: “Cine m-a împușcat? Nu m-a împușcat nimeni, sergentule!”.